# Eleocharis multicaulis
Espèce
Classification APG III (2009)
Eleocharis multicaulis est une espèce de plante des milieux inondés ou humides acides : bords de mare, landes tourbeuses, ornières. Cette espèce est protégée en Lorraine et Midi-Pyrénées.

## Dénomination

### Noms vernaculaires
- Français : Scirpe à nombreuses tiges
- Néerlandais : Veelstengelige waterbies
- Allemand : Vielstengelige Sumpfsimse.

### Synonymes
- Clavula multiculmis Dumort.
- Scirpus multicalamis Bubani
- Cyperus multicaulis (Sm.) E.H.L.Krause
- Scirpus multicaulis Sm.
- Limnochloa multicaulis (Sm.) Rchb.